# アジウソン・キンドルマン
アジウソン・キンドルマン（Adilson Kindelmann、1973年5月4日 - ）は、ブラジルのパイロットである。かつてはレッドブル・エアレース・ワールドシリーズに出場していた。

## 略歴
キンドルマンは2007年以来、競技に参加できるように懸命に努力しており、5回のトレーニングセッションに参加し、2009年にWorld Aerobatic Championshipにも参加した。同年10月、スペインのマドリッドのCassarubiosで行われたRed Bull Air Race Qualification Campに参加し、スーパーライセンスを獲得し、2010シーズンに参加することができた。
アジウソン・キンドルマンはレッドブル・エアレース・ワールドシリーズのパイロットでは南米初である。
航空会社のパイロットとして11,000時間以上の飛行時間の経験を持つ。曲芸飛行では約700時間の飛行時間の経験を持つ。
19年の曲芸飛行中、ブラジルで300回以上のショーを開催し、180万人を超える観客を魅了した。
サンパウロの田舎で生まれたアジウソンは、15歳で初飛行した。
3年連続で、彼は無制限レベルの競技でブラジルのチャンピオンであり、2001年から2003年のタイトルを獲得した。
もう一つの重要な成果は、ブラジル空軍名誉会員の肩書きであった。
Red Bull Air Race
アジウソンがパイロットでもオーナーでもあるKindlemann Air Racing Teamは、2010年3月27日にアブダビでレッドブル・エアレースで待望のデビューを果たした。

## 2010年の事故
2010年シーズンの第2ラウンド（オーストラリア、パース）のトレーニングセッションで、キンデルメルマンの航空機がスワン川に墜落した。
旋回中に機体が停止したことが判明した。
彼は水に触れる前に翼を水平にすることができたが、残念なことに最初の接触の後、航空機は反転した。
アジウソンは無傷で数分で救助された。
キンデルメルマンは、レッドブル・エアレースでクラッシュする最初のパイロットとなった。
事件以来、ブラジルのパイロットはスポーツに復帰するために積極的に取り組んできた。
当初、キンデルメルマンは2010年の最後の3レースで欧州の大会に復帰する予定だった。
しかし、レッドブル・エア・レースの委員会と共に、2011年にシリーズは安全確保のためで中断することに決めた。
2014年にシリーズが再開したときに彼は戻ってこなかった。